# Petite rivière Matane
Pour les articles homonymes, voir Matane (homonymie).
La Petite rivière Matane constitue un affluent de la rive nord-est de la rivière Matane où elle se déverse dans la municipalité de Saint-René-de-Matane, dans la municipalité régionale de comté (MRC) de La Matanie, dans la région administrative du Bas-Saint-Laurent, au Québec, au Canada.
La Petite rivière Matane coule vers le sud-ouest en traversant les municipalités de Saint-Jean-de-Cherbourg et Saint-René-de-Matane. Elle coule dans les localités (ou hameaux) de  La Grande-Écluse, Le Pont-Blanc, Le Pont-Brûlé et Ruisseau-Gagnon.

## Géographie
Le bassin hydrographique de la  Petite rivière Matane couvre le territoire des municipalités Les Méchins, Saint-Adelme et Saint-René-de-Matane. Les ruisseaux de tête de ce sous-bassin hydrographique sont situés dans la réserve faunique de Matane. Cette source est située à 15,5 km au sud-est du littoral sud-est de l'estuaire maritime du Saint-Laurent et à 2,2 km à l'est du cours de la rivière Matane.
Les principaux affluents de la Petite rivière Matane sont les ruisseaux : Firmin, Polyte, Tremblay, le Gros Ruisseau et Cherbourg.
À partir de sa source située en zone forestière, la Petite rivière Matane coule sur environ 45 km, répartis selon les segments suivants :
- vers le nord-est dans le canton de Leclercq, jusqu'à la limite du canton de Cherbourg ;
- vers le nord-ouest jusqu'à la confluence du ruisseau Cherbourg (venant du nord) ;
- vers l'ouest, jusqu'à la limite de la réserve faunique de Matane ;
- vers le sud-ouest, dans la municipalité de Cherbourg, jusqu'à la limite de la Réserve faunique de Matane ;
- vers le sud-ouest dans la réserve faunique de Matane ;
- vers l'ouest dans le canton de Saint-Denis, en serpentant jusqu'à la confluence d'un ruisseau venant du nord où un pont d'une route forestière enjambe la rivière ;
- vers l'ouest en serpentant, puis le sud-ouest, jusqu'à un pont desservant une route forestière ;
- vers le sud-ouest, en recueillant les eaux du ruisseau Polyre (venant du sud-est), jusqu'à la limite du canton de Tessier ;
- vers le sud-ouest, serpentant jusqu'au pont de la route 195 ;
- vers le sud, jusqu'à sa confluence.

La Petite rivière Matane se déverse dans la rivière Matane, à environ 15 km de l'estuaire du Saint-Laurent, à 2 km en aval du pont couvert du village de Saint-René-de-Matane et à 1 km en amont du pont couvert du hameau Ruisseau-Gagnon.

## Toponymie
Les toponymes comportant le mot « Matane » sont liés, ayant le même origine : lac Matane, rivière Matane, Petite rivière Matane, zec de la Rivière-Matane, Saint-René-de-Matane...
Le toponyme « Petite rivière Matane » a été officialisé le 5 décembre 1968 à la Banque des noms de lieux de la Commission de toponymie du Québec.